# Список дипломатичних місій у Болгарії

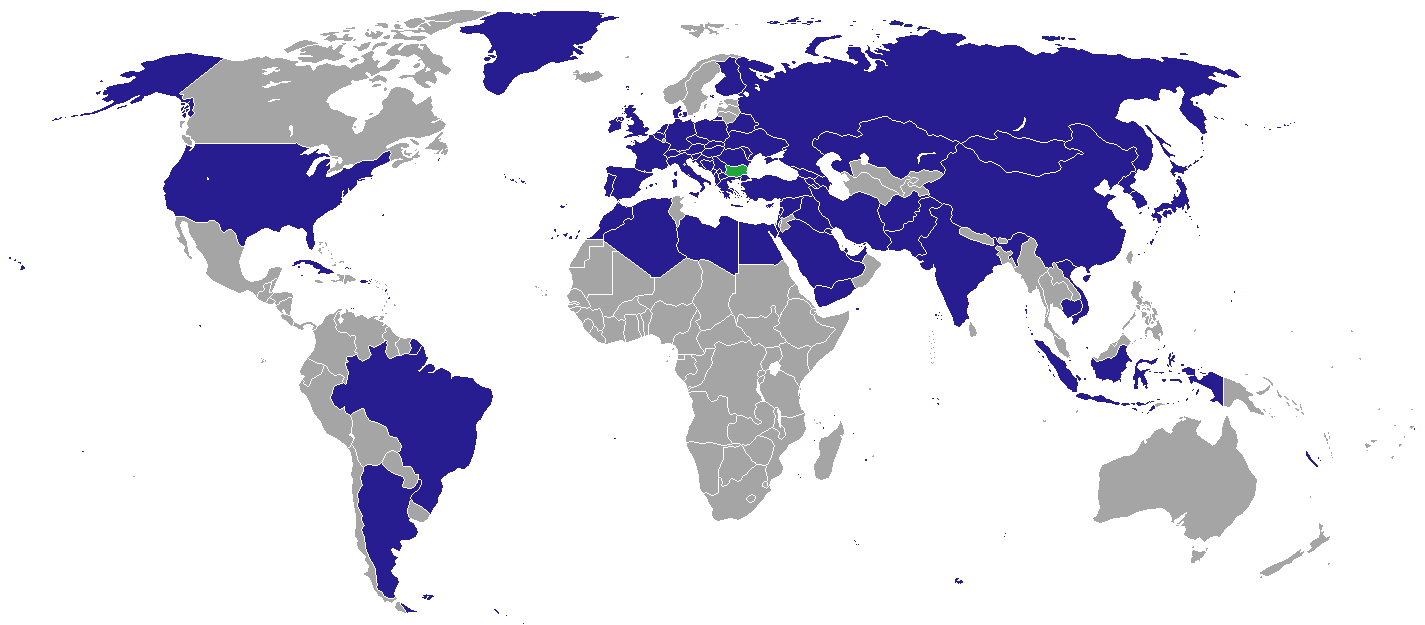
Країни, які мають посольство в Болгарії.

Нижче представлений список дипломатичних місій в Болгарії. Наразі в столиці Болгарії Софії знаходяться посольства 69 держав. Ще деякі держави мають акредитованих послів в столицях інших держав, в основному в Москві, Бухаресті, Берліні та Відні. Окрім того, в Болгарії є 6 генеральних консульств та 72 почесних консульства.

## Посольства

### Європа
- Австрія
- Азербайджан
- Албанія
- Бельгія
- Білорусь
- Боснія і Герцеговина
- Ватикан
- Велика Британія
- Вірменія
- Греція
- Грузія
- Ірландія
- Іспанія
- Італія
- Кіпр
- Косово
- Мальтійський орден
- Молдова
- Нідерланди
- Німеччина
- Польща
- Португалія
- Північна Македонія
- Росія
- Румунія
- Сербія
- Словаччина
- Туреччина
- Угорщина
- Україна
- Фінляндія
- Франція
- Хорватія
- Чехія
- Чорногорія
- Швейцарія
- Швеція

### Азія
- Афганістан
- Камбоджа
- В'єтнам
- Ємен
- Ізраїль
- Індія
- Індонезія
- Ірак
- Іран
- Казахстан
- Катар
- КНР
- Кувейт
- Ліван
- Монголія
- Пакистан
- Палестина
- Південна Корея
- Північна Корея
- Саудівська Аравія
- Сирія
- Японія

### Інші
- Алжир
- Аргентина
- Бразилія
- Венесуела
- Єгипет
- Куба
- Лівія
- Марокко
- ПАР
- США

## Акредитовані посли
Москва
- Бурунді
- Гвінея-Бісау
- Еритрея
- Камерун
- Мадагаскар
- Непал
- Сінгапур
- Сомалі
- Сьєрра-Леоне
- Туркменістан
- Чад

Бухарест
- Йорданія
- Канада
- Литва
- Малайзія
- Нігерія
- Норвегія
- Таїланд
- Уругвай
- Чилі

Берлін
- Кенія
- Мавританія
- Малаві
- Нігер
- Танзанія
- Того
- Уганда
- Ямайка

Відень
- Домініканська Республіка
- Лаос
- Намібія
- Оман
- Парагвай
- Сальвадор

Рим
- Буркіна-Фасо
- Кот-д'Івуар
- Лесото
- Малі
- Нікарагуа

Белград
- Ангола
- Гвінея
- М'янма
- Туніс

Будапешт
- Еквадор
- Мексика
- Словенія
- Філіппіни

Анкара
- Бангладеш
- Гана
- Узбекистан

Варшава
- Колумбія
- Латвія
- Шрі-Ланка

Афіни
- Австралія
- Перу

Брюссель
- Нова Зеландія
- Сейшельські Острови

Женева
- Бенін
- Ефіопія

Інші
- Андорра - Андорра-ла-Велья
- Гаяна - Лондон
- Гватемала - Тель-Авів
- ДР Конго - Прага
- Естонія - Вільнюс
- Замбія - Париж
- Ісландія - Копенгаген
- Люксембург - Люксембург
- Мальта - Валлетта
- Панама - Пірей
- Руанда - Гаага

## Генеральні консульства
- Греція: Пловдив
- Росія: Варна
- Росія: Русе
- Туреччина: Бургас
- Туреччина: Пловдив
- Україна: Варна

## Представництва міжнародних організацій
- Європейський Союз
- Управління Верховного комісара ООН у справах біженців
- Всесвітня організація охорони здоров'я
- ЮНІСЕФ
- Європейський банк реконструкції та розвитку
- Світовий банк
- Міжнародний валютний фонд
- Міжнародна організація з міграції

## Галерея

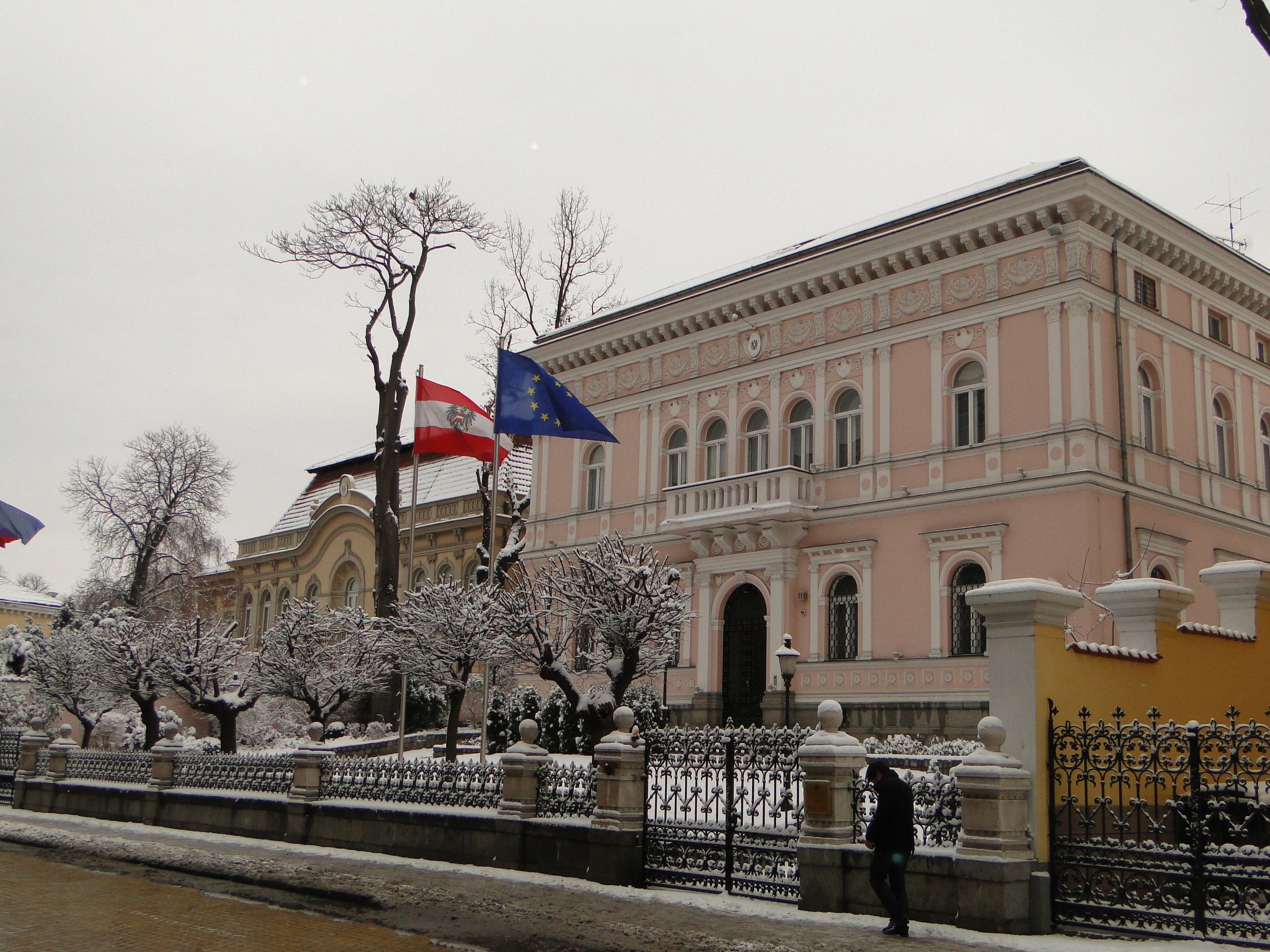
Посольство Австрії
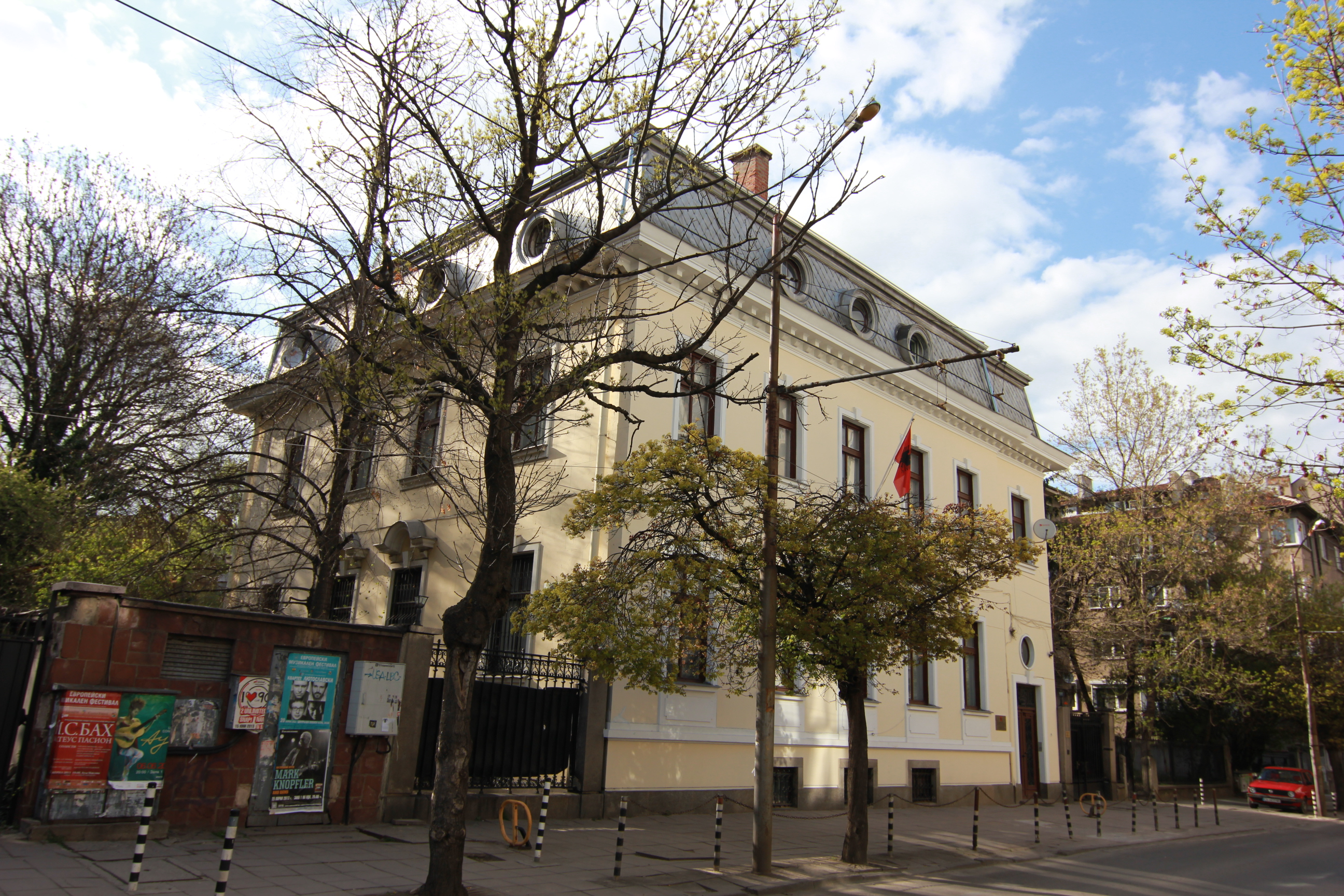
Посольство Албанії
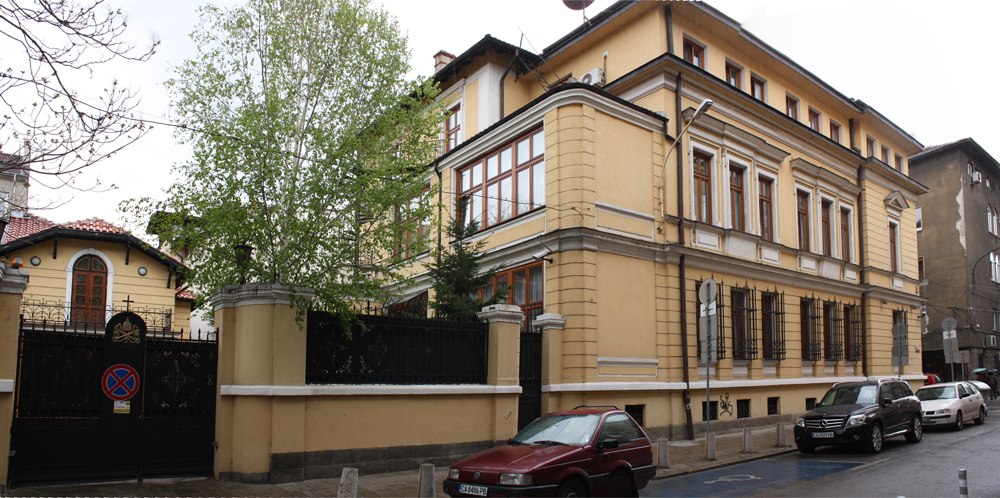
Посольство Ватикану
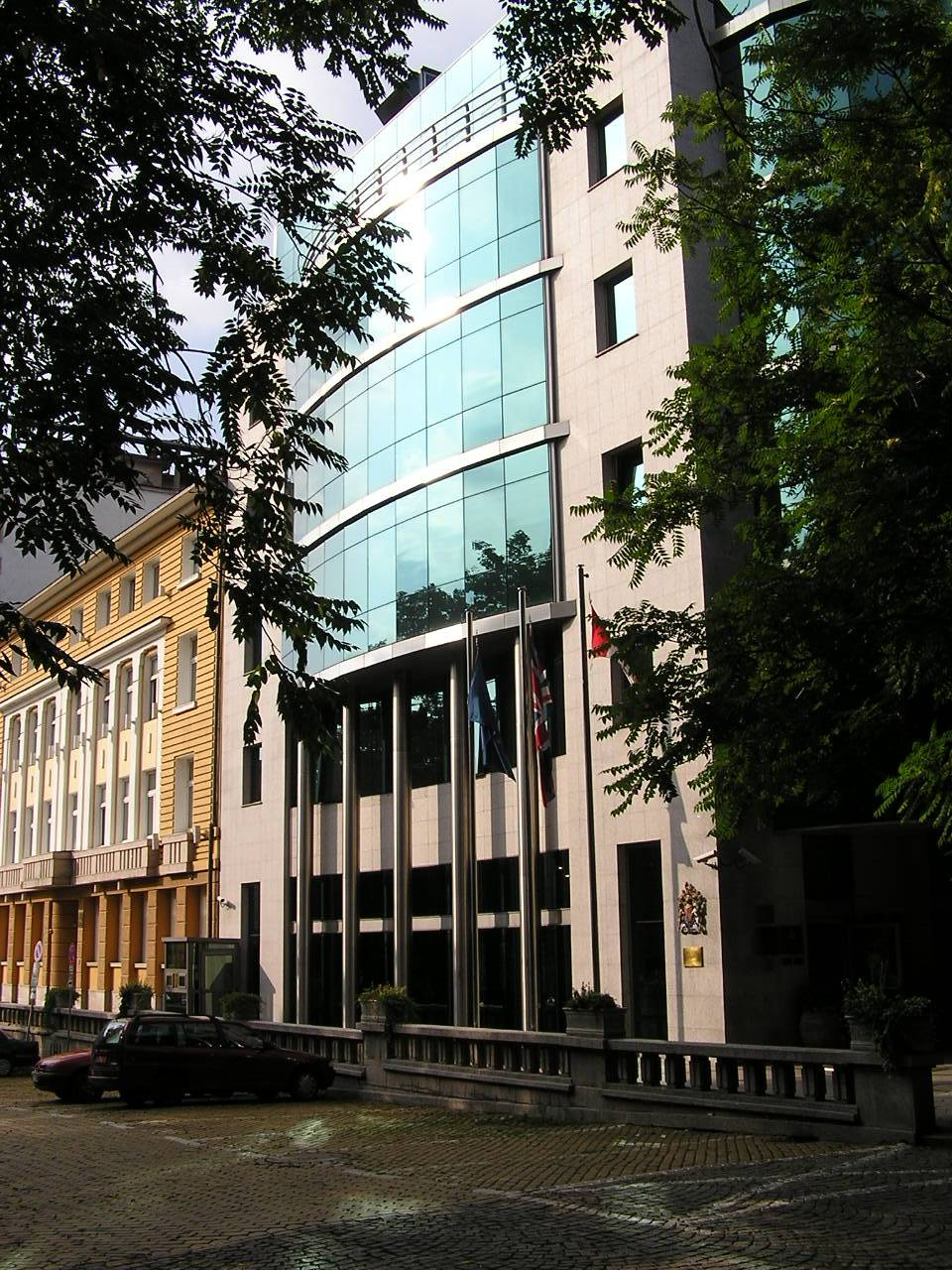
Посольство Великої Британії
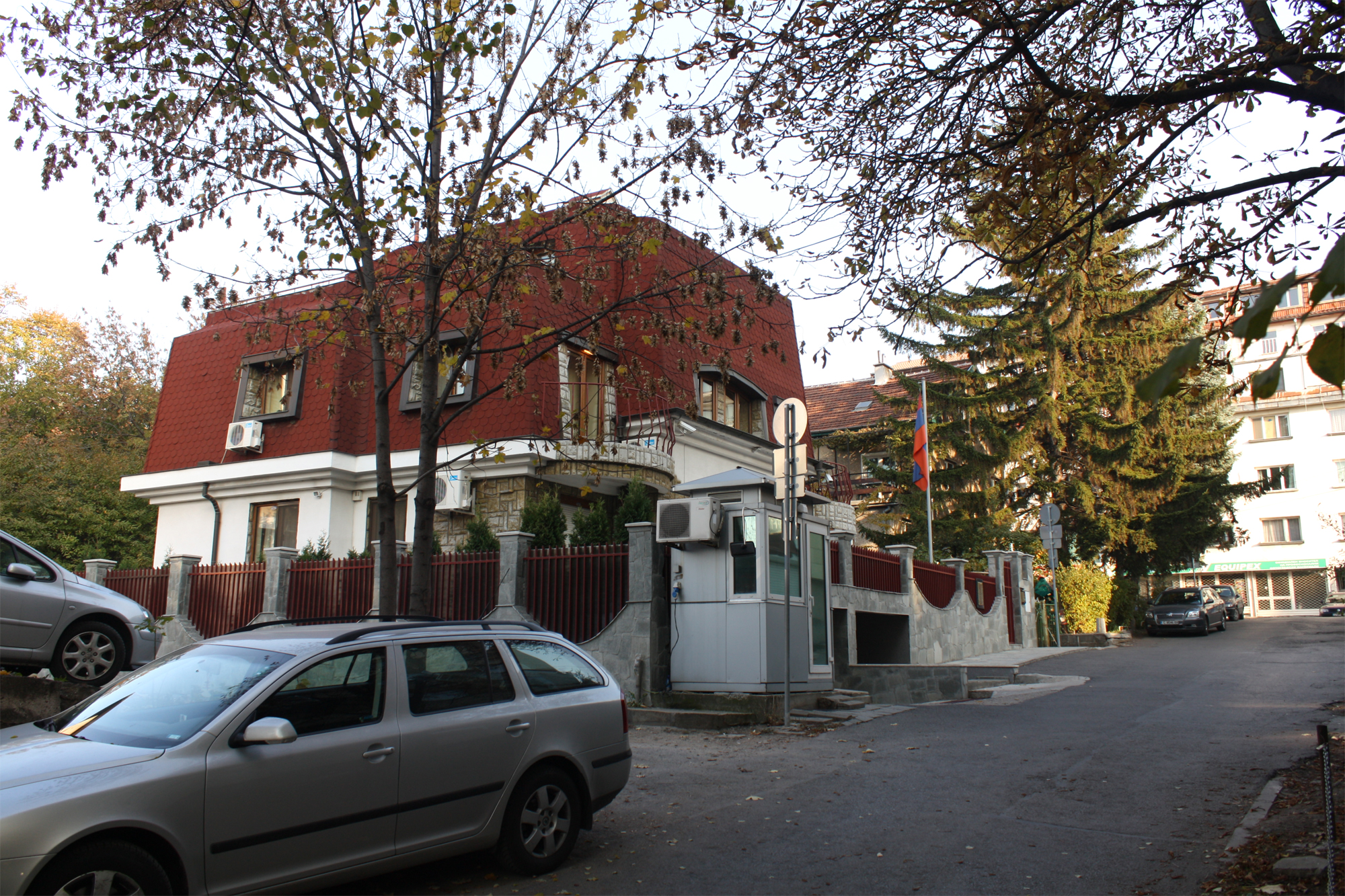
Посольство Вірменії
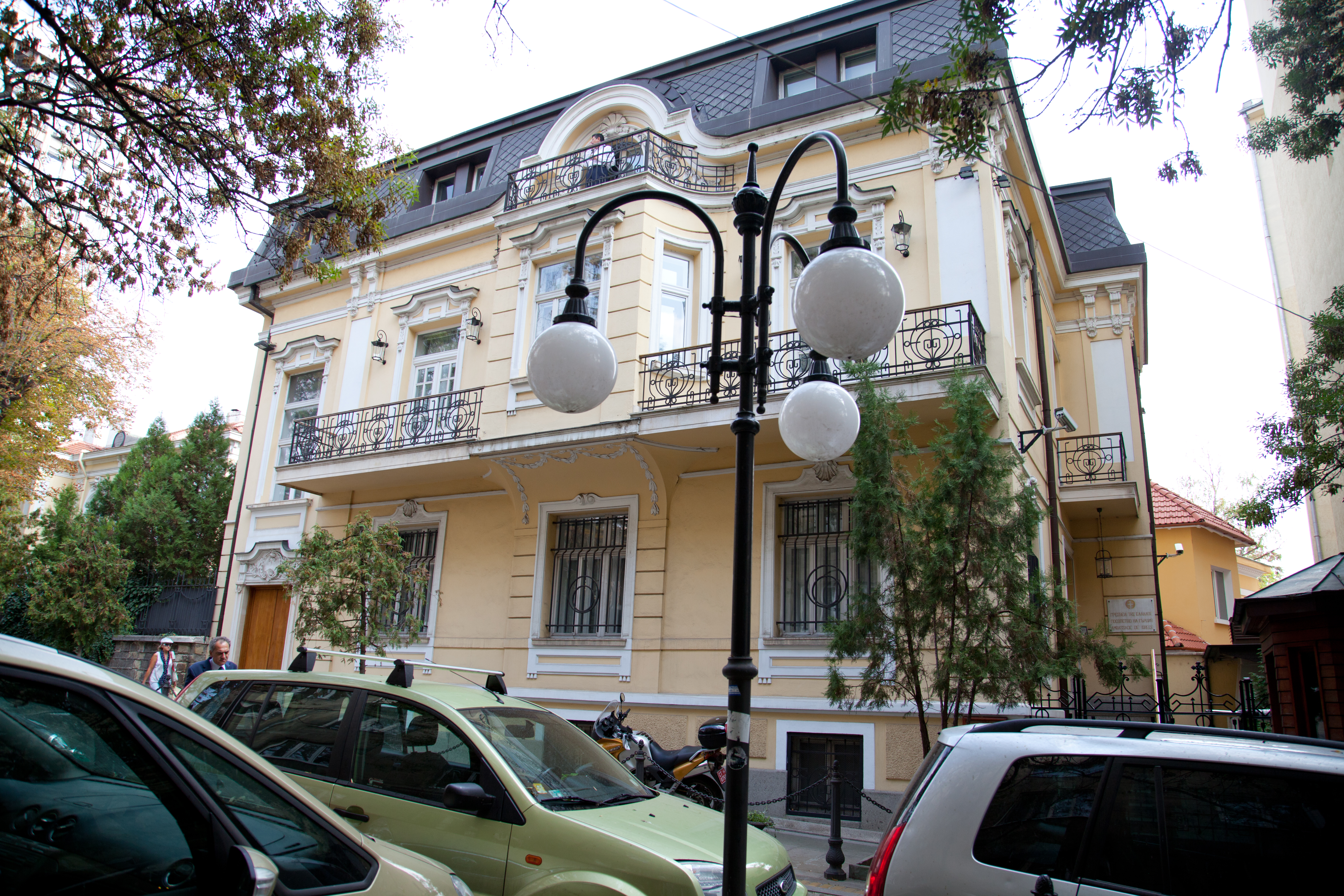
Посольство Греції
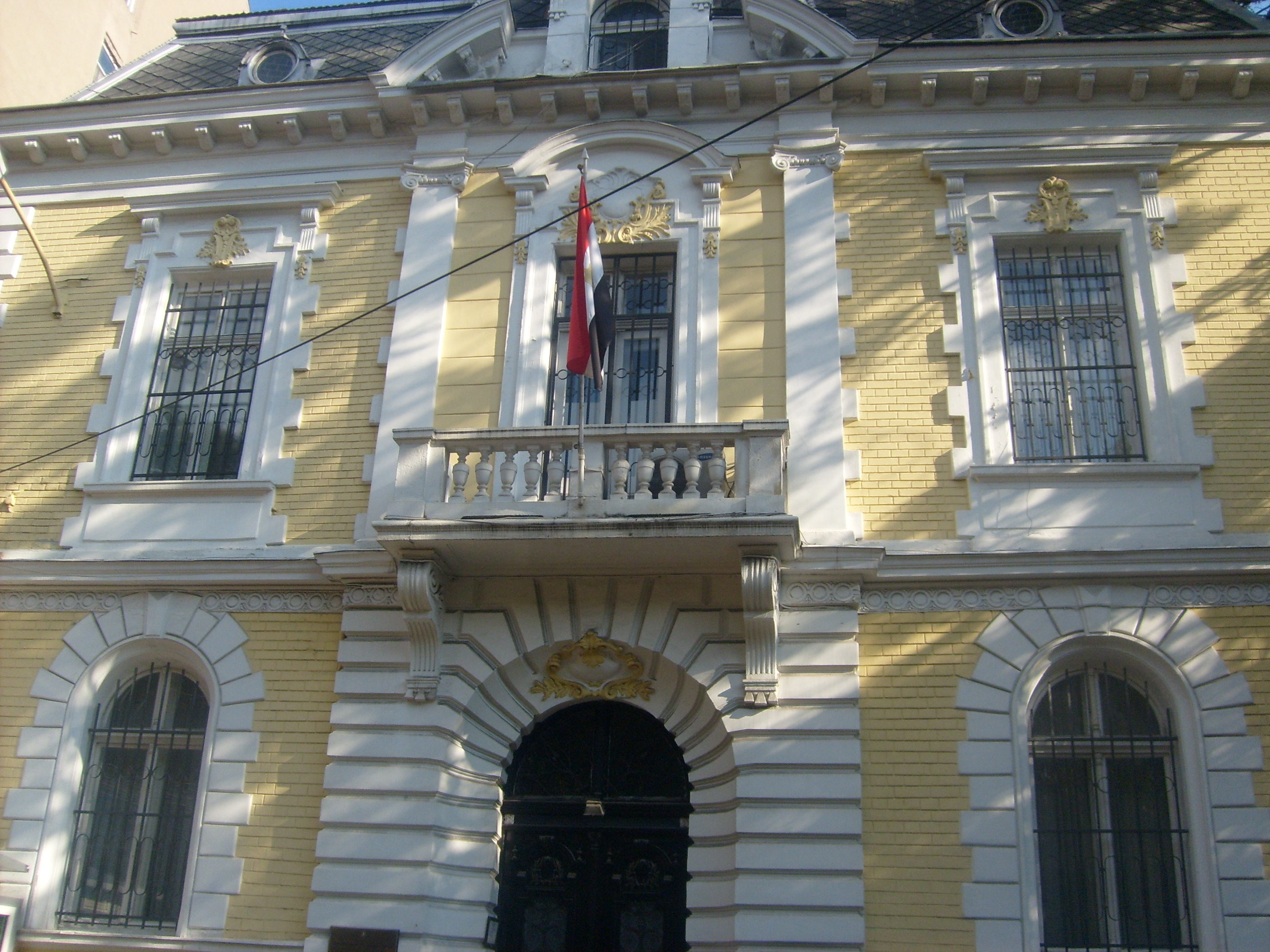
Посольство Єгипту
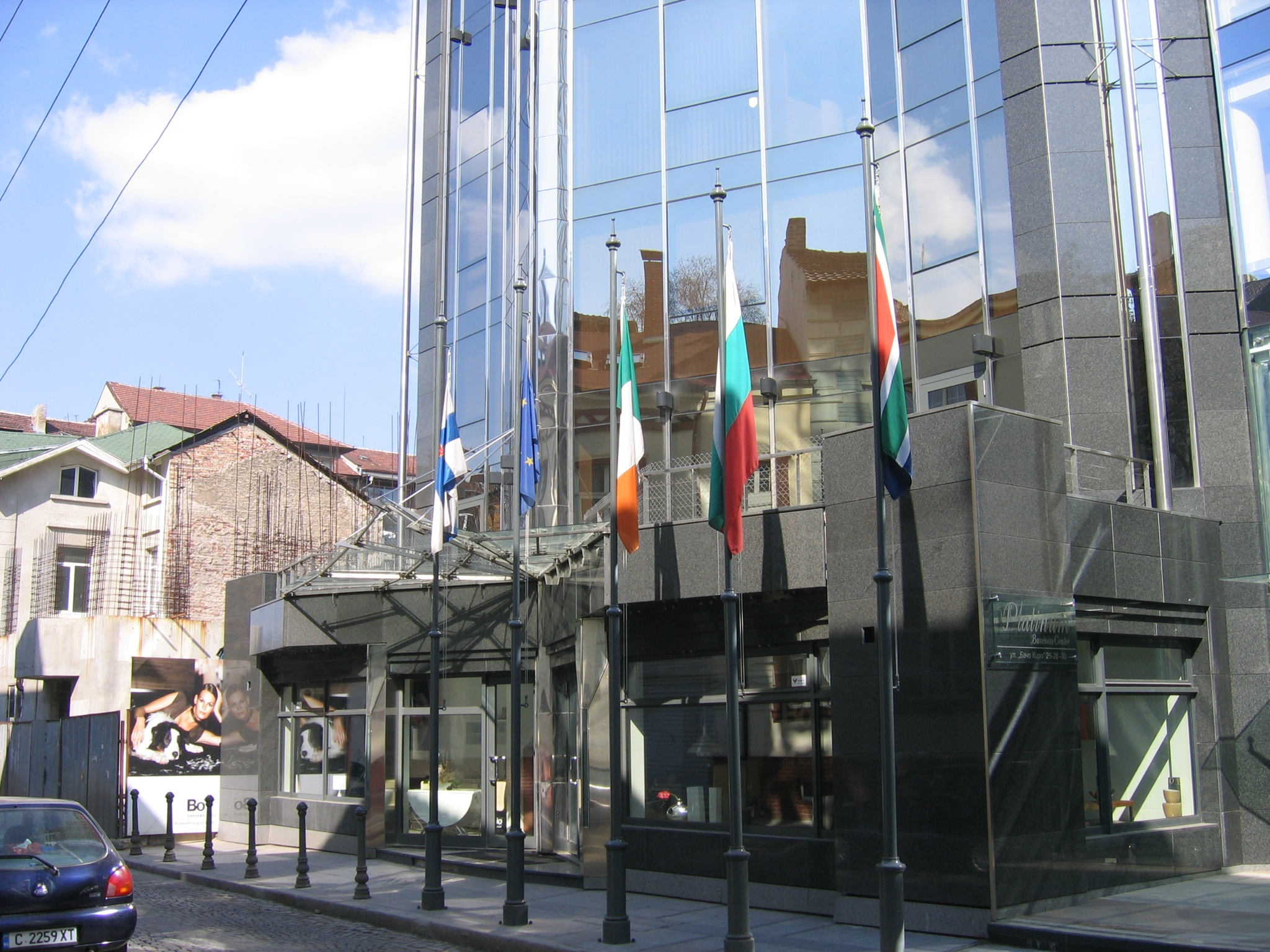
Посольство Ірландії
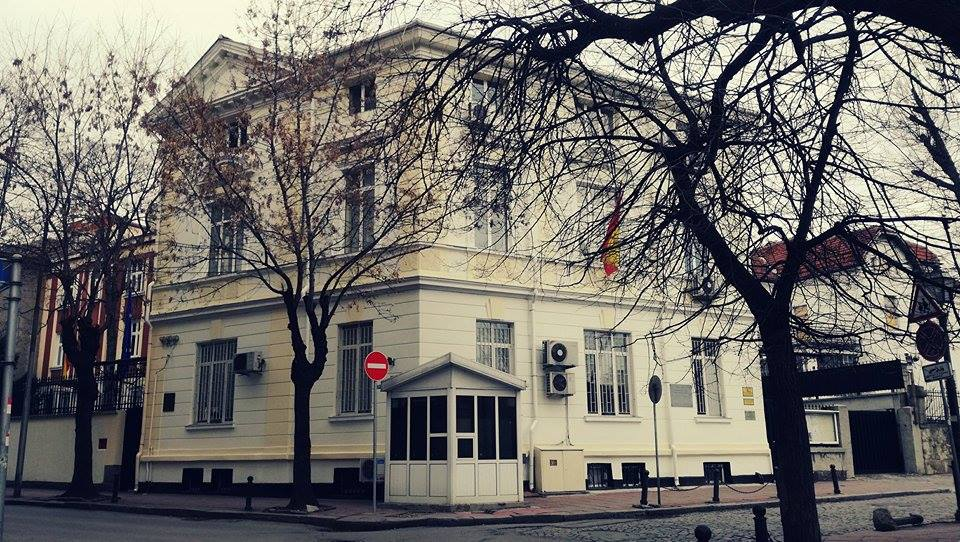
Посольство Іспанії
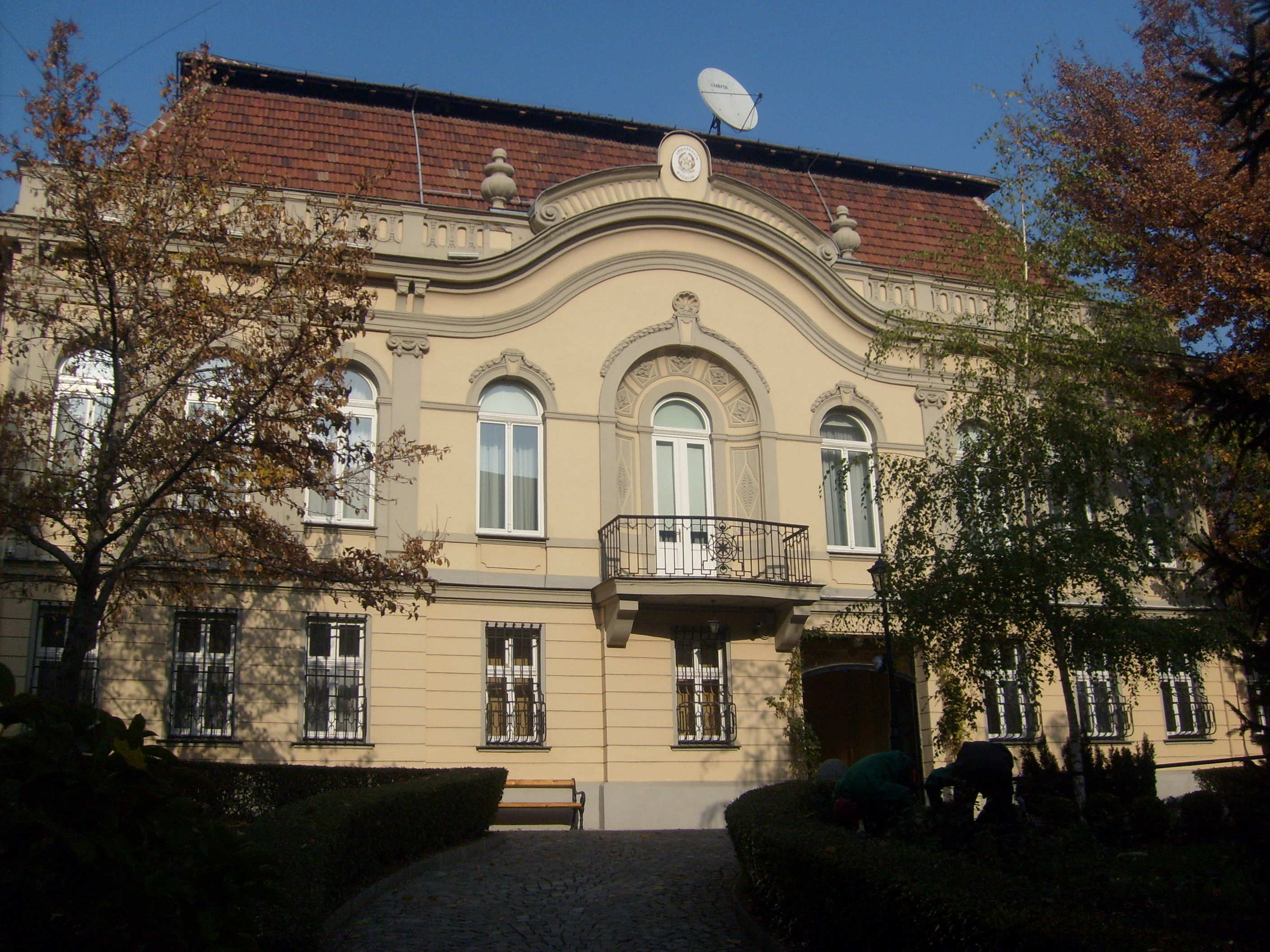
Посольство Італії
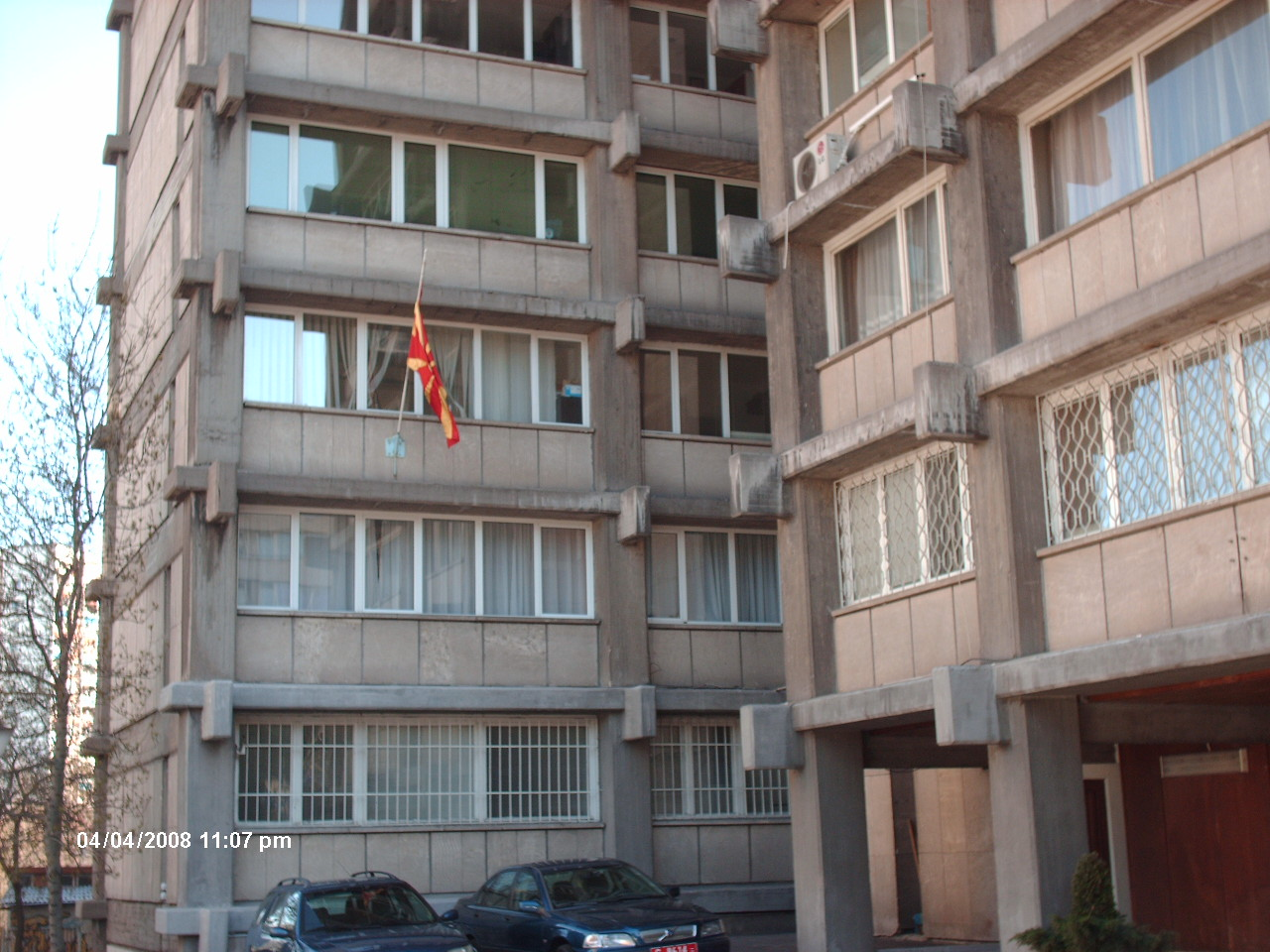
Посольство Македонії
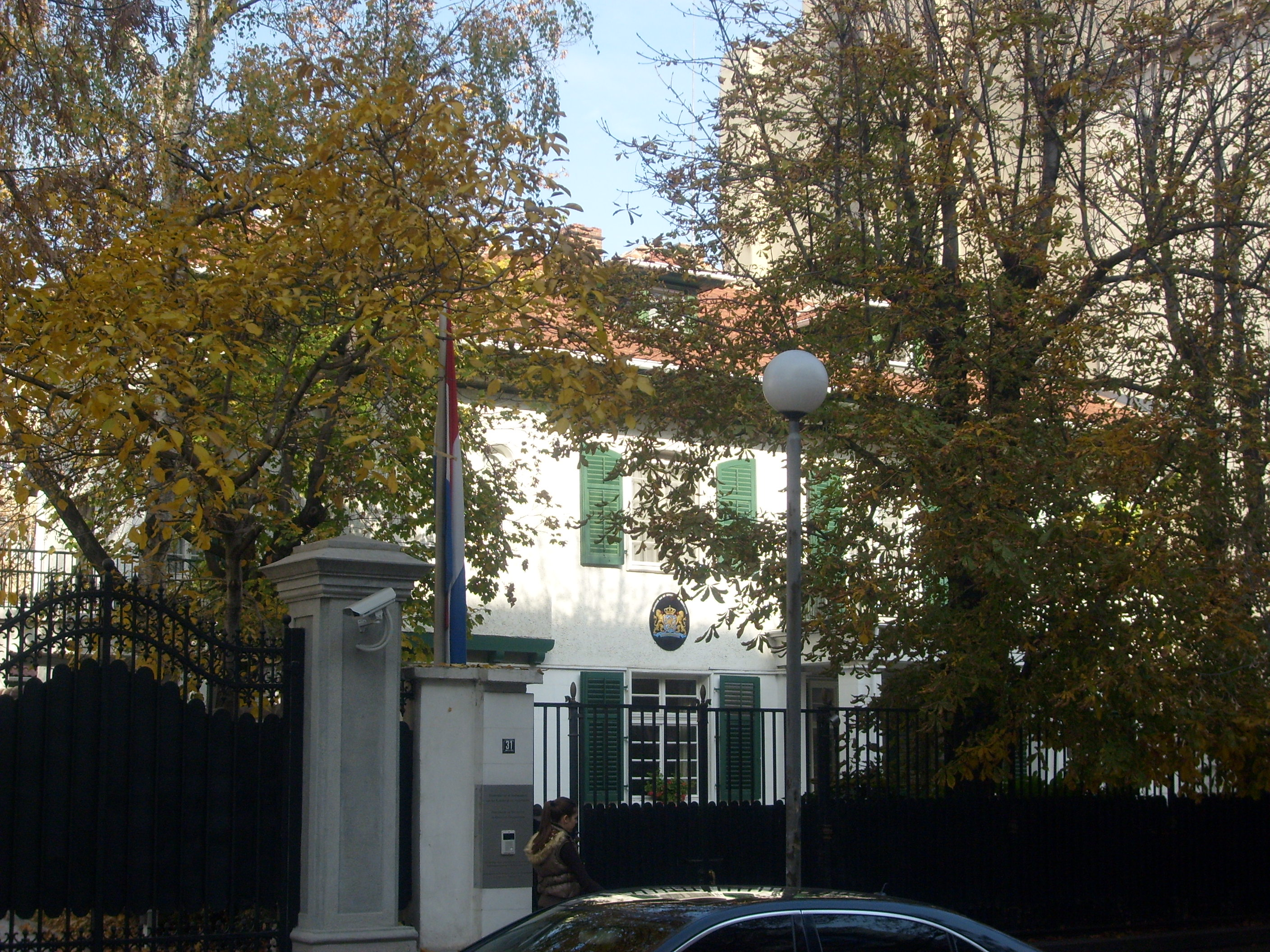
Посольство Нідерландів
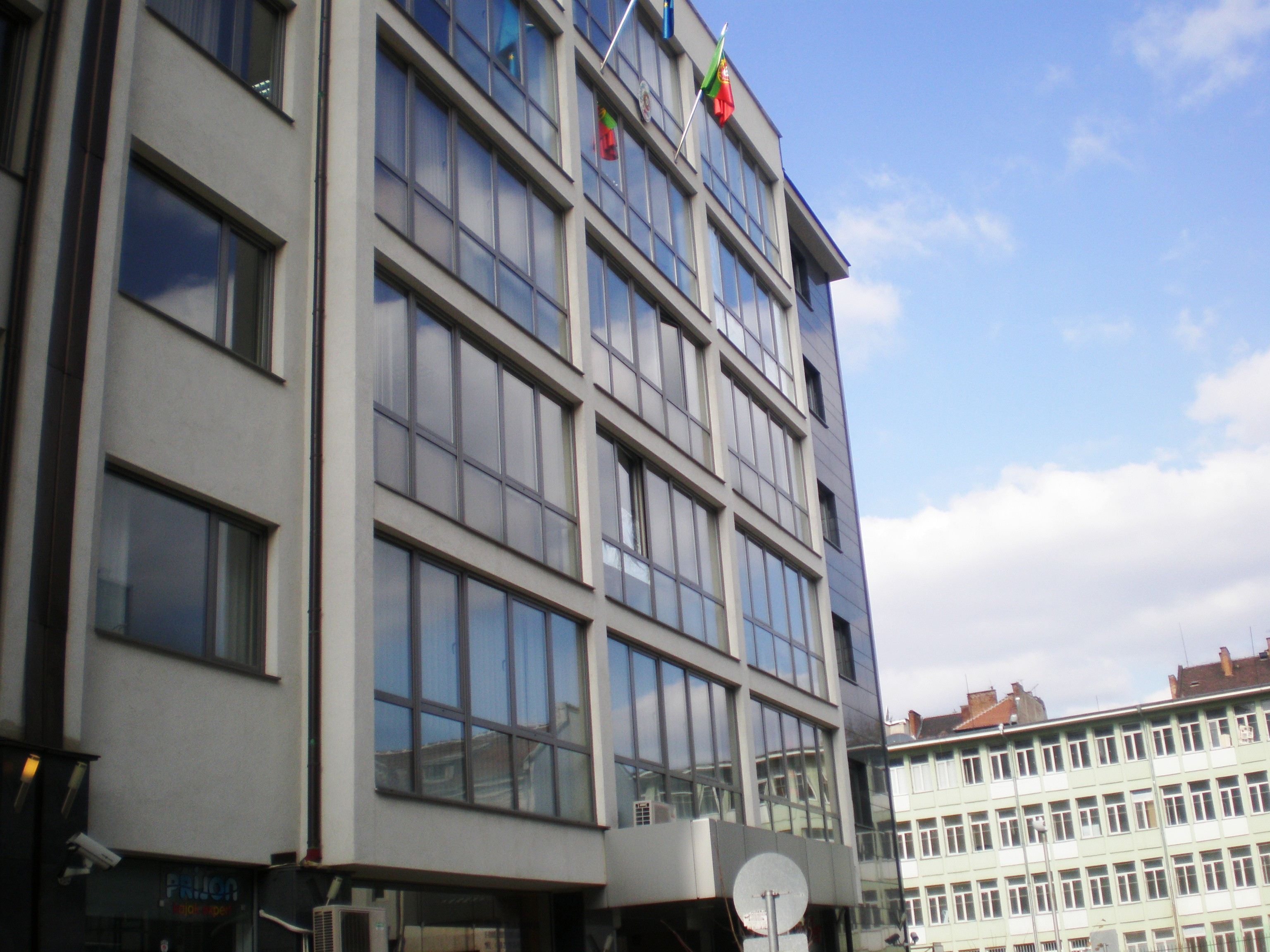
Посольство Португалії
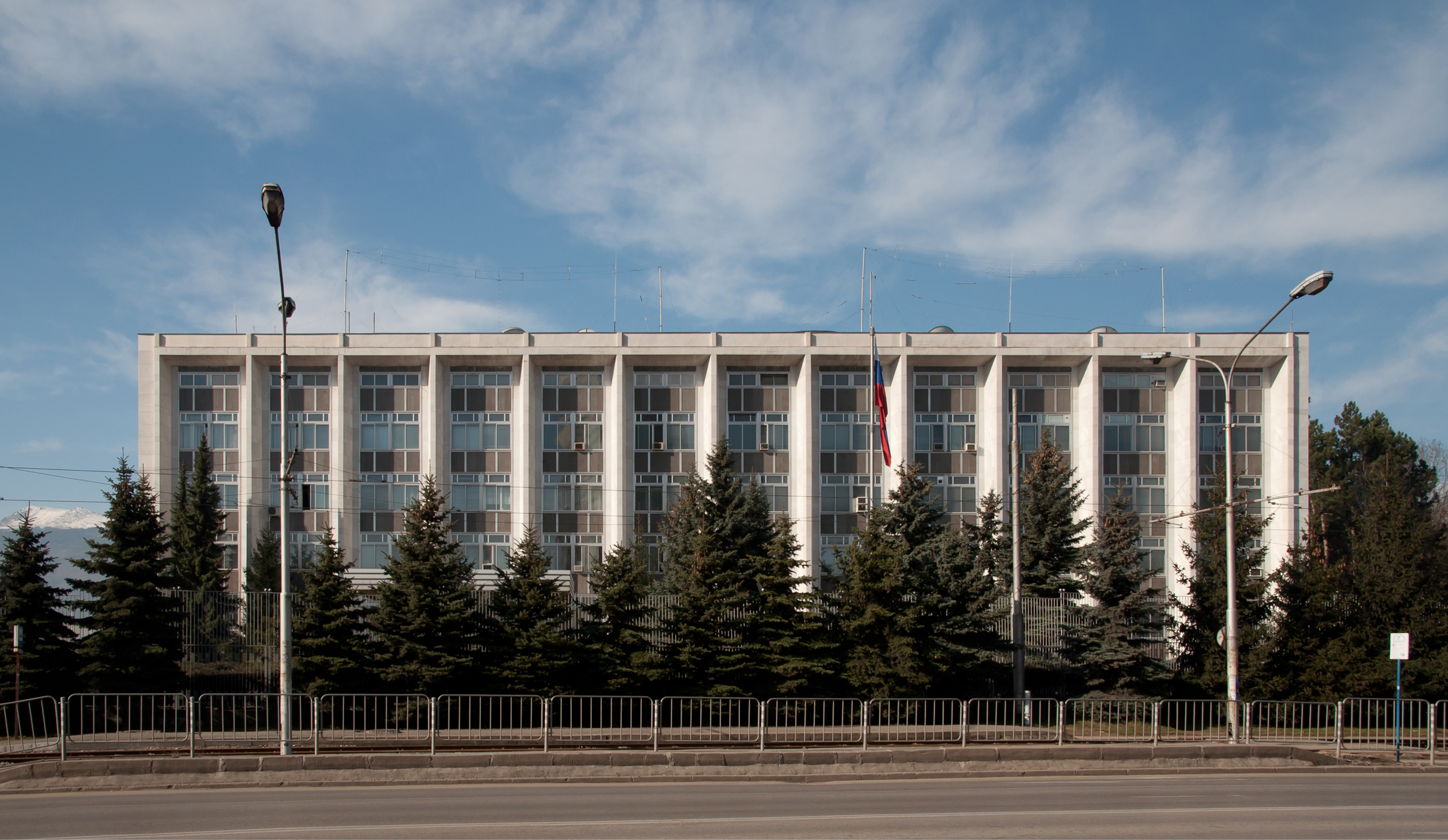
Посольство Росії
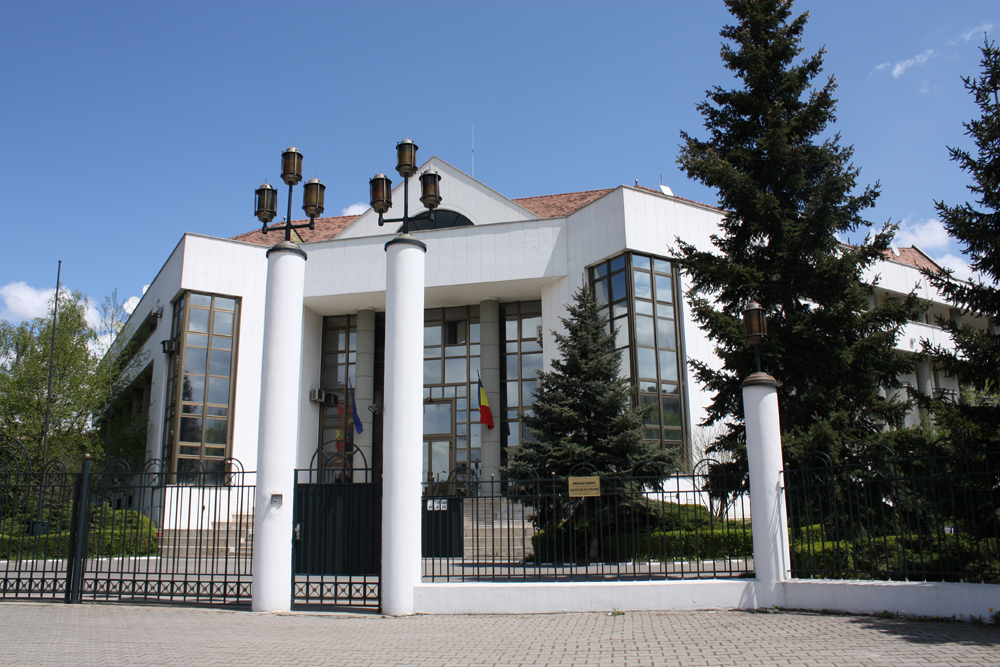
Посольство Румунії
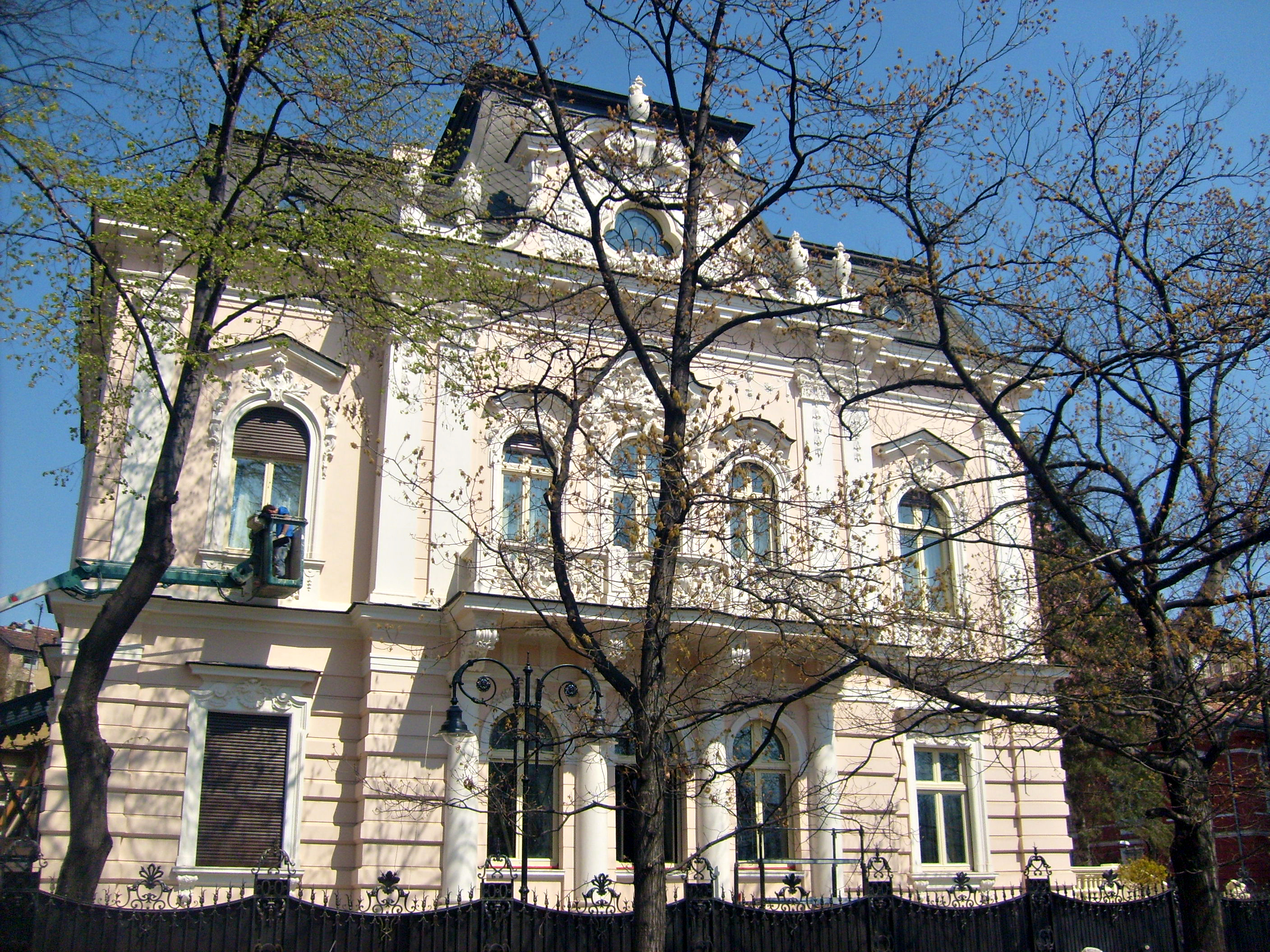
Посольство Туреччини
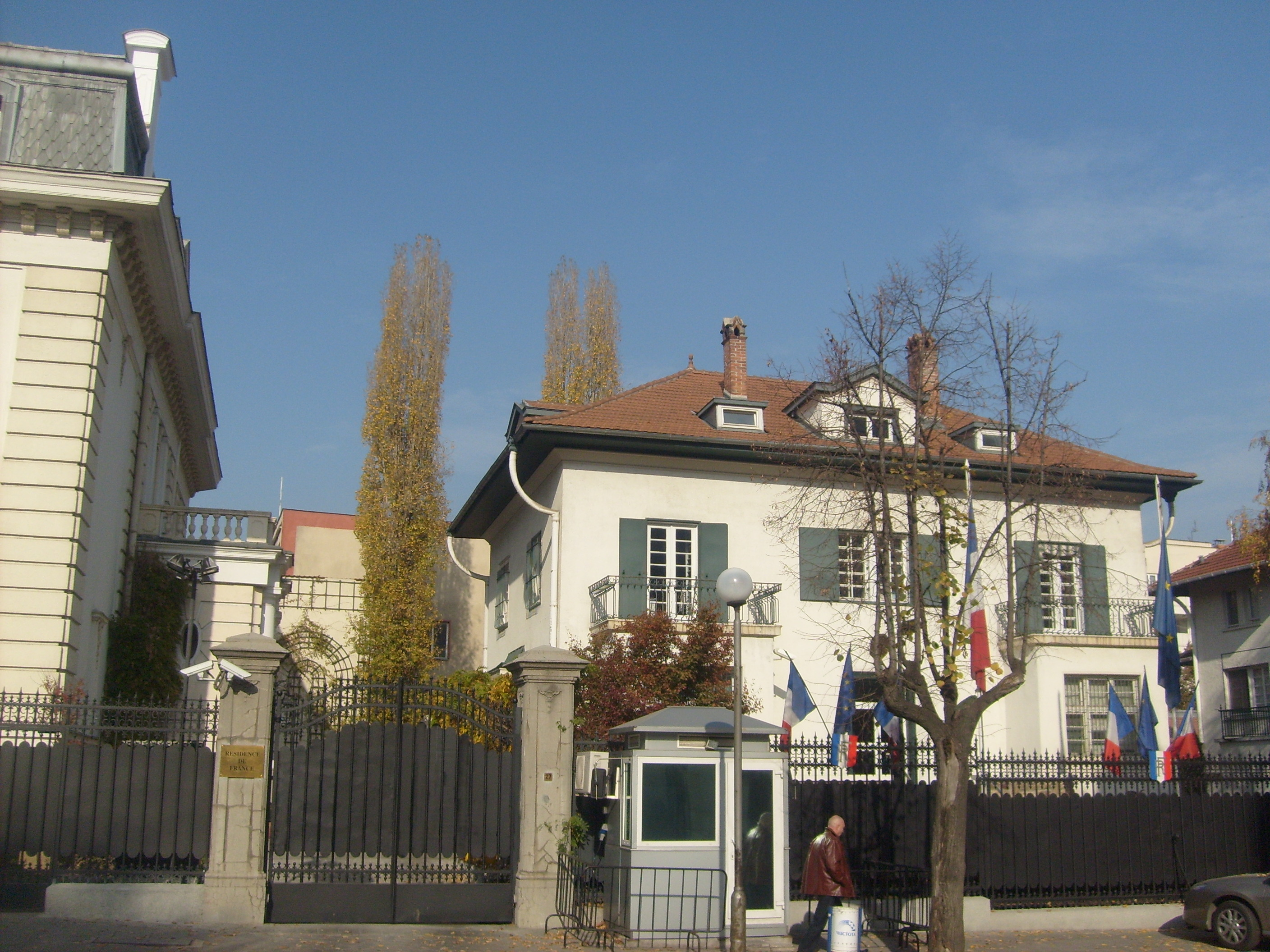
Посольство Франції
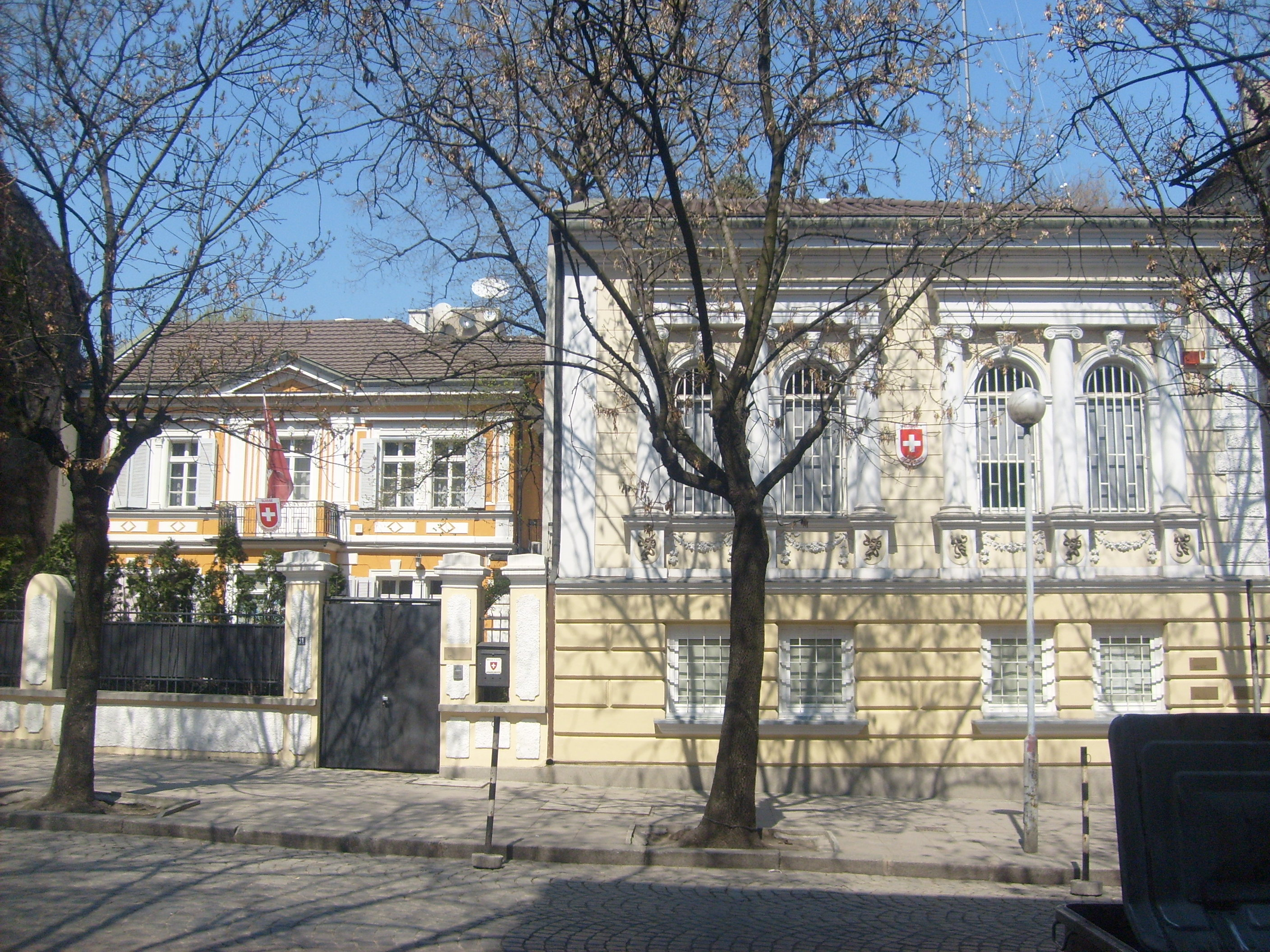
Посольство Швейцарії